# NGC 1559
NGC 1559 is een balkspiraalstelsel in het sterrenbeeld Net. Het hemelobject werd op 6 november 1826 ontdekt door de Schotse astronoom James Dunlop.

## Synoniemen
- PGC 14814
- ESO 84-10
- AM 0417-625